# Ipomoea erioleuca
Ipomoea erioleuca är en vindeväxtart som beskrevs av Hallier f. Ipomoea erioleuca ingår i släktet praktvindor, och familjen vindeväxter. Inga underarter finns listade i Catalogue of Life.